# Sławki (przystanek kolejowy)
Sławki – przystanek kolejowy w Sławkach, w gminie Somonino, w województwie pomorskim. Na przystanku zatrzymują się pociągi kursujące pomiędzy Kościerzyną a Gdynią Główną.

## Ruch pasażerski
| Rok  | Wymiana pasażerska na dobę |
| ---- | -------------------------- |
| 2017 | 100-149                    |
| 2022 | 50-99                      |

Na przystanku znajduje się jedna krawędź peronowa. W budynku dworcowy znajduje się poczekalnia. W 2014 r. wybudowano nowy peron.